# Li Yuyan
Li Yuyan (chiń. 李玉燕; ur. 13 października 1993) – chińska zapaśniczka walcząca w stylu wolnym. Triumfatorka igrzysk wojskowych w 2019, a także wojskowych MŚ w 2018 roku.